# Chamanthedon leucopleura
Chamanthedon leucopleura is een vlinder uit de familie wespvlinders (Sesiidae), onderfamilie Sesiinae.
Chamanthedon leucopleura is voor het eerst wetenschappelijk beschreven door Hampson in 1919. De soort komt voor in het Afrotropisch gebied.